# Eurytoma spongiosa
Eurytoma spongiosa är en stekelart som beskrevs av Bugbee 1951. Eurytoma spongiosa ingår i släktet Eurytoma och familjen kragglanssteklar. Inga underarter finns listade i Catalogue of Life.